# Goran Stevanović
Goran Stevanović, cyr. Горан Стевановић (ur. 27 listopada 1966 w Sremskiej Mitrovicy) – serbski trener piłkarski i piłkarz. Podczas kariery zawodniczej występował m.in. w Partizanie Belgrad, czy CA Osasuna. Zaliczył jeden występ w reprezentacji Jugosławii.

## Kariera trenerska
Po zakończeniu kariery piłkarza, Stevanović został trenerem. Pierwszym prowadzonym przez niego klubem był FK Čukarički. Następnie prowadził Železnik Belgrad oraz był asystentem trenera reprezentacji Serbii i Czarnogóry oraz Partizan. Po dymisji Slavišy Jokanovicia stał się pierwszym trenerem klubu z ulicy Humskiej. W 2010 roku został zdymisjonowany. W styczniu 2011 roku został trenerem reprezentacji Ghany.